# 布萊克利鎮區 (內布拉斯加州蓋奇縣)
布萊克利鎮區（英語：Blakely Township）是位於美國內布拉斯加州蓋奇縣的一個行政鎮區。

## 地方資料
布萊克利鎮區的面積為92.86平方千米，當中陸地面積為92.48平方千米，而水域面積為0.38平方千米。根據2020年美國人口普查的數據，當地共有人口308人，而人口密度為每平方千米3.32人。